# 渡辺南岳
渡辺 南岳（わたなべ なんがく、明和4年（1767年）- 文化10年1月4日（1813年2月4日））は江戸時代後期の画家。京都の人。名は巌、字は維石、号は南岳、通称小左衛門。円山応挙の高弟で応門十哲に数えられる。江戸に円山派を広めた。

## 略伝

### 修行時代
画をはじめ源琦に師事し、ついで円山応挙に学ぶ。入門時期は不明だが、30代に入って年期を記した作品では既に円山派の技法を完全に身に付けている事から、20代には弟子入りしていることが推定される。二十代後半になって俳諧を中心とした版本の挿図（挿絵）を手がけている。このころ、三河吉田の恩田石峰が門人となっている。

### 江戸での南岳
三十代前半の3年間、江戸に遊歴。俳諧師の鈴木道彦と親交があり、『むまの上』（享和2年刊・1802年）の挿図を画いた。
江戸において開催された書画展覧会（「秋芳園新書画会」文化元年）などに参加。谷文晁・亀田鵬斎・酒井抱一・鈴木芙蓉・釧雲泉・浦上春琴・鍬形蕙斎・雲室・横田汝圭・長町竹石・広瀬台山・夏目成美・亀井東渓など当代一流の文人と交流した。
文晁の娘婿文一や大西椿年、鈴木南嶺が入門。渡辺崋山も南岳画の模写を熱心に行っている。このように南岳は江戸において「京派」・「京伝」と称され、文晁派を中心に円山派の画法を広めた。京都に戻る時には300両を蓄えたといわれ、江戸で南岳の画風は持て囃されたようだ。

### 帰京後
京都に戻ると四条柳馬場東に住し、円山派（奥文鳴・森徹山）・四条派（長山孔寅・柴田義董・岡本豊彦）の画家と交友し画作に励む。皆川淇園からは画の依頼を受けている。また国学者の上田秋成との交流が知られる。南岳は大明国師像の模写を依頼されたとき、秋成の容貌が国師に似ている気づき、顔の写生を行ったという。晩年は失明したとも言われるが、定かでない。文化10年正月、突如病に倒れ死没。享年48。戒名は「釈南岳信士」。京都双林寺に葬られた。京都の門人に中島来章・松井南居がいる。それぞれ京都と江戸で南岳の「三十三回忌追善書画会」を開催している。
現在確認されている作品数は60点ほどで、流麗な筆致で美人図・鱗魚図を得意とした。なお、尾形光琳を敬慕したとされるが、その画風に琳派風を見ることはできない。しかし、装飾的な画面構成にその影響を見る向きもあり、江戸琳派の絵師酒井抱一は、南岳死去の報を聞いて「春雨に うちしめりけり 京の昆布」とその死を惜しむ句を詠んでいる。文久元年（1863年）の書家・絵師の価格一覧表では、南岳は15匁とある。

## 代表作
| 作品名                         | 技法         | 形状・員数  | 寸法（縦x横cm） | 所有者                               | 年代              | 落款                | 印章                                   | 備考 |
| ------------------------------ | ------------ | ----------- | --------------- | ------------------------------------ | ----------------- | ------------------- | -------------------------------------- | --- |
| 十二支図                       | 絹本著色     | 1幅         | 150.6x69.7      | 東京国立博物館                       |                   | 南岳                |                                        | |
| 明経先生像                     |              |             | 91.2x34.9       | 東京国立博物館                       |                   |                     |                                        | 皆川淇園の肖像。 |
| 四季草花図巻                   | 紙本淡彩     | 1巻         | 29.2x1321.5     | 東京芸術大学大学美術館               |                   | 南岳                | 「巖之印」白文方印・「維石」白文方印   | 正岡子規が『病牀六尺』で賞賛。 |
| 木菟図                         | 絹本著色     | 1幅         | 100.0x35.7      | 東京芸術大学大学美術館               |                   | 平安南岳            | 「巖之印」白文方印・「維石」各白文方印 | 太田南畝賛 |
| 芸者と若衆図（芸者と箱持ち図） | 絹本著色     | 1幅         | 122.3x41.7      | 敦賀市立博物館                       |                   | 南岳                |                                        | |
| 美人図                         |              | 1幅         |                 | 滋賀県立琵琶湖文化館                 |                   |                     |                                        | |
| 郭子儀図                       | 著色         | 1幅         |                 | 個人（大阪市立美術館寄託）           |                   |                     |                                        | |
| 殿様蛙行列図屏風               | 紙本墨画淡彩 | 六曲一双    |                 | 大和文華館                           |                   |                     |                                        | |
| 鯉図屏風                       | 紙本墨画淡彩 | 六曲一双    |                 | 黒川古文化研究所                     |                   |                     |                                        | |
| 四暢図                         | 紙本淡彩     | 襖4面押絵貼 |                 | 個人                                 |                   |                     |                                        | 狩野永叔主信筆「松図」の裏面。 |
| 柏に鳩図                       | 紙本墨画淡彩 | 1幅         | 130.2x51.0      | 個人                                 |                   | 南岳                |                                        | 白井惟徳賛 |
| 群鶴図                         | 紙本金地著色 | 二曲一隻    | 169x181         | ギッター・コレクション               | 1796年（寛政8年） | 寛政丙辰暮春 南岳寫 |                                        | |
| 甲冑武具図屏風                 |              |             |                 | 心遠館                               | 1808年（文化5年） | 戊辰初冬寫 南岳     | 「巌」印 「維石人」白文方印            | 昭和45年（1970年）11月第五回天香堂屏風展出品。裏面に弟子の中島来章が「群雀図」を描いている。また、円山派3代目・円山応震も本作と全く同一構図の「武具図屏風」を描いている。 |
| 楊貴妃図                       | 絹本着色     | 1幅         | 162.8x98.6      | フリーア美術館                       |                   | 南岳                |                                        | |
| 朝顔図                         | 紙本著色     | 1幅         | 61.75x103.03    | ミネアポリス美術館                   |                   | 南岳寫              |                                        | |
| Eight Drunken Sages            | 絹本著色     | 1幅         | 117x42.07       | ミネアポリス美術館                   |                   | 南岳                |                                        | |
| Portraits of six poetesses     | 絹本著色     | 1幅         | 44.3x66.0       | ニュー・サウス・ウェールズ州立美術館 |                   |                     |                                        | |

## 脚註
1. ↑  通称猪三郎とするのは誤り。門人の鈴木南嶺の通称を取り違えたもの
2. ↑  中島来章「南岳三十三回忌追善書画会展覧会」引き札
3. ↑  朝岡興禎『古画備考』に「呉春門人、江戸へ下り、三年逗留、其内甚行われ、帰京の節、金三百両持上る」とある。
4. ↑  清宮秀堅『雲烟所見略伝』安政6年
5. ↑  渡辺崋山『寓画堂日記』
6. ↑  朝岡興禎『古画備考』
7. ↑   『俳調義論』文化6年・『海道狂歌合』文化8年
8. ↑  川端玉章の談（『東洋美術大観』附属、大村西崖「日本絵画史」、1908年3月）。
9. ↑  木村（1981）p.17。
10. ↑  白井華陽『画乗要略』 天保3年（1831年）刊ほか。
11. ↑  「文久元年（1863年）新刻、柳亭大人著、湖東逢文堂持」とある一枚刷りの書家・絵師の価格一覧表。物故者、生存者合わせて300名、画と書半々で載せられている。なお、他の絵師を列挙すると、狩野探幽金5両、狩野常信2両、狩野尚信金1000匹、円山応挙金1枚、池大雅金1000匹、田能村竹田30匁、谷文晁30匁、呉春25匁、渡辺崋山45匁、英一蝶60匁、酒井抱一銀1枚、伊藤若冲7匁5分、与謝蕪村35匁、久隅守景100匁、松村景文20匁、長沢芦雪25匁、山口素絢20匁、岡本豊彦20匁、など。ただし、この価格がどこまで正確かは不明（木村（1981）pp.14-15）。
12. ↑  C0014513 十二支図 - 東京国立博物館 画像検索
13. ↑  C0056829 明経先生像 - 東京国立博物館 画像検索
14. ↑  ［ID_1047］ 四季草花図巻 ： 収蔵品情報 _ 収蔵品データベース _ 東京藝術大学大学美術館 The University Art Museum, Tokyo University of the Arts
15. ↑  ［ID_1048］ 木菟図 ： 収蔵品情報 _ 収蔵品データベース _ 東京藝術大学大学美術館 The University Art Museum, Tokyo University of the Arts
16. ↑  狩野博幸 並木誠士 今橋理子監修 『江戸の美術 大図鑑』 河出書房新社、2017年6月30日、p.153、ISBN 978-4-309-25576-7。
17. ↑  田中敏雄「某家（藤井寺市）の障壁画─狩野永叔・渡辺南岳他」『近世日本絵画の研究』作品社、2013年3月、pp.202-204。ISBN 978-4-86182-412-8）。
18. ↑  仙台市博物館編集・発行 『樹木礼賛 日本画に描かれた木と花の美』 2014年9月26日、第40図。
19. ↑  小林忠監修 千葉市美術館 NHKプロモーション編集 『帰ってきた江戸絵画 ニューオーリンズ ギッター・コレクション』 NHKプロモーション、2010-11年、p.86。
20. ↑  Yang Guifei's Abduction _ Freer_Sackler
21. ↑  Morning Glory, Watanabe Nangaku _ Mia
22. ↑  Eight Drunken Sages, Watanabe Nangaku _ Mia